# Parma (Ohio)
Parma je město ve Spojených státech amerických. Nachází se v okrese Cuyahoga County ve státě Ohio. Ve městě žije přibližně 81 tisíc obyvatel a jeho rozloha činí 52,0 km². Bylo založeno roku 1816 a je předměstím Clevelandu. Je zároveň sedmým nejlidnatějším městem v Ohiu, největším městem v Ohiu, které je zároveň předměstím a také druhým nejlidnatějším městem v Cuyahoga County. Sousedí s městem Brooklyn.
Své sídlo zde má Eparchie sv. Josafata v Parmě.

## Rodáci
- Alex Nedeljkovic (* 1996) – americký lední hokejista
- The Miz (* 1980) – americký wrestler
- Michael Timothy Good (* 1962) – americký astronaut

## Partnerská města
- Lvov, Ukrajina
- Ternopil, Ukrajina